# 錢塘龍王
錢塘龍王，中國錢塘江之水神。洞庭神君──柳毅妻子的叔父。洞庭龍王之弟。其性格爆烈、激烈，如同錢塘江之江水般澎湃，氣勢萬千。

## 傳說
- 堯時期，錢塘君曾由於一時激憤，使中國全境蒙受大水之災，後又與天界將領爭鬥，致使天下成為一片汪洋，因此被剝奪仙位，遭受「反躬自省」之處分。

- 其侄女遭夫君──涇川小龍虐待。得知的錢塘龍王怒而飛向涇川將其姪女的夫婿活活吞下。當時引起的風雨及洪水，造成方圓八百里的作物摧毀、六十萬人喪生。